# Reidar Borgersen
Reidar Bohlin Borgersen (nascido a 10 de abril de 1980) é um exciclista profissional norueguês.

## Palmarés
2010
- 2.º no Campeonato da Noruega Contrarrelógio

2011
- 2.º no Campeonato da Noruega Contrarrelógio

2012
- Campeonato da Noruega Contrarrelógio

2013
- Ringerike G. P.
- 3.º no Campeonato da Noruega Contrarrelógio

2014
- Campeonato da Noruega Contrarrelógio
- Okolo jižních Čech, mais 1 etapa
- Duo Normando (com Truls Engen Korsæth)